# Awerkiusz (Tauszew)
Awerkiusz, imię świeckie Aleksandr Pawłowicz Tauszew (ur. 6 października?/19 października 1906 w Kazaniu, zm. 13 kwietnia 1976 w Jordanville) – biskup Rosyjskiego Kościoła Prawosławnego poza granicami Rosji.

## Życiorys
Był synem urzędnika państwowego. Od dzieciństwa podróżował razem z ojcem po Rosji, odwiedzając różne cerkwie i monastery. W czasie wojny domowej w Rosji Tauszewowie opuścili kraj i osiedlili się w Bułgarii, w Warnie. W 1930 Aleksandr Tauszew ukończył na Uniwersytecie Sofijskim studia teologiczne i rok później wyjechał na Ruś Zakarpacką (w granicach Czechosłowacji) w celu wzięcia udziału w działalności misji prowadzonej przez Rosyjski Kościół Prawosławny poza granicami Rosji wśród katolików obrządku bizantyjsko-rusińskiego. W tym samym roku, 17 maja złożył wieczyste śluby mnisze i dzień później przyjął święcenia diakońskie, zaś w 1932 został wyświęcony na hieromnicha. Służbę duszpasterską dzielił z obowiązkami redaktora pisma eparchialnego i katechety. Uważał się za ucznia duchowego biskupów Serafina (Sobolewa) i Teofana (Bystrowa). W 1940 wyjechał do Belgradu, gdzie w 1944 mianowano go archimandrytą, zaś w 1945 do Monachium. Prowadził pracę duszpasterską wśród rosyjskich emigrantów w Niemczech i Austrii. Pięć lat później Święty Synod Rosyjskiego Kościoła Prawosławnego poza granicami Rosji mianował go przewodniczącym synodalnego komitetu misyjno-oświatowego. W 1951 archimandryta Awerkiusz przybył do Stanów Zjednoczonych i zamieszkał w monasterze w Jordanville oraz podjął pracę wykładowcy Nowego Testamentu, homiletyki i liturgiki w działającym przy nim seminarium duchownym. Od 1952 był jego rektorem.
W 1953 przyjął chirotonię na biskupa syrakuskiego i troickiego, zaś w 1960 objął po zmarłym Witalisie (Maksimience) obowiązki przełożonego monasteru w Jordanville. W 1961 otrzymał godność arcybiskupią. Uważany przez wiernych za znakomitego kaznodzieję, publikował swoje homilie w piśmie Prawosławnaja Rus' wydawanym przez klasztor, był autorem podręczników homiletyki, liturgiki i Nowego Testamentu. Zmarł w 1976 i został pochowany w monasterze w Jordanville.